# Wahrenbrück

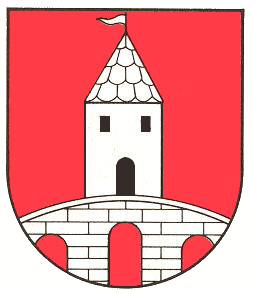
Wappen der Stadt Wahrenbrück

Wahrenbrück ist ein Ortsteil der Stadt Uebigau-Wahrenbrück im brandenburgischen Landkreis Elbe-Elster und liegt etwa fünf Kilometer nördlich der Stadt Bad Liebenwerda an der Einmündung der Kleinen Elster in die Schwarze Elster.

## Geschichte

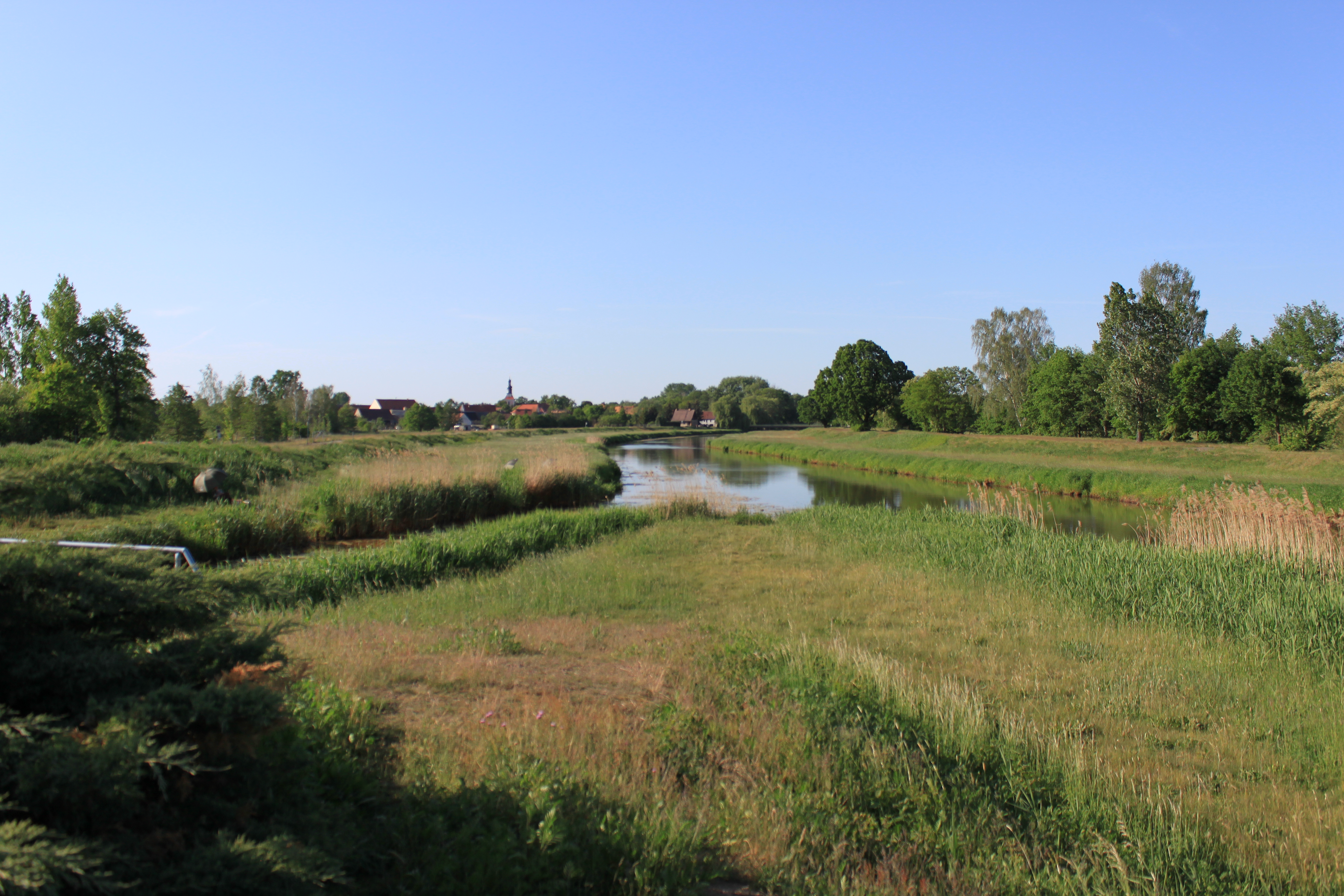
Wahrenbrück vom Elsterdamm aus gesehen

### Deutung des Ortsnamens
Uardenbruke (Wardenbrücke) setzt sich aus der einzigartigen Wortschöpfung Warte, was zum einen „Beobachtung“ heißt oder auch nach dem althochdeutschen warta als „warnen“ und „wahren“ abgeleitet wird und „Brücke“ zusammen. Demnach Brücke bei einer Warte.

### Stadtwappen
In Rot eine gewölbte dreibogige silberne Brücke, besetzt mit einem spitzbedachten silbernen Turm.
Das Wappen von Wahrenbrück ist ein Redendes Wappen, ein Wacht- oder Wartturm auf einer Brücke beschreibt den Stadtnamen.
Schon das älteste Siegel der Stadt enthielt ein Wappen, welches eine Brücke in Draufsicht mit je einer Kette zu beiden Seiten zeigte. Unterschrift des Siegels war S. DER RADT CZV WARDENBRVCKE SAX (= in Sachsen).
Das obige Wappen ist Teil des Siegels von 1657 mit der Unterschrift DES STEDTLEINS WARENBRUCK SIGL 1657.

### Ortsgeschichte

Wahrenbrück auf einer geschichtlichen Karte des Kreises Liebenwerda (1910).

Im Jahre 1199 legte Konrad II. von Landsberg in Villa Uardenbruke die Grenzen des Klosters Dobrilugk. Vermutlich am Übergang an der Schwarzen Elster befand sich eine Burg. 1202 schlichtete Konrad II. einen Streit zwischen dem Priester Hartbertus und dem Kloster der Zisterzienser in Dobrilugk. Im Jahre 1210 schenkte Konrad II. in Villa Wardenbrucke dem Kloster 16 Hufen in Lupsch.
Heinrich der Erlauchte verleiht dem Kloster in Dobrilugk 1251 das Patronat über die Kirche in Wahrenbrück. Im Vertrag von Rochlitz 1289 versprach Albrecht der Entartete seinem Sohn Friedrich Tuta das Gebiet, verkaufte es dann aber an Friedrich I. von Meißen. 1300 ist Dietrich IV., Albrechts Sohn im Besitz des Ortes und das Kloster Dobrilugk erwirbt die Mühle im Ort von Otto von Ileburg.
Im Vertrag von Tangermünde 1312 wurde Wahrenbrück Brandenburg zugesprochen. Im Jahre 1340 wurde Wahrenbrück erstmals als oppidum (Stadt) in einer ileburgischen Urkunde genannt. Von den Brandenburgern wurde die Stadt 1347, 1350 und 1353 an Meißen verpfändet und schließlich verkauft. Um 1383 kam Wahrenbrück in den Besitz Kursachsens. Die Ileburger besaßen die Stadt Wahrenbrück zusammen mit weiteren Städten wie Liebenwerda, Uebigau, Sonnewalde, Dahlen, Strehla sowie den Dörfern Bönitz, Schmerkendorf, Marxdorf, Kölsa, Zinsdorf, Grabo (wüst), Kiebitz, Bomsdorf, Langennaundorf, Beutersitz, Wildgrube. Seit dem 13. Jahrhundert traten die Ileburger zunächst als Vögte und später als Besitzer auf. Ab 1384 wurde die Herrschaft von Kursachsen an die Herren von Köckritz verpfändet und 1385 teilweise, 1391 dann vollständig wieder eingelöst. Im Jahre 1422 gehörte Wahrenbrück zum Leibgedinge der Herzogin Offka, Witwe des Kurfürsten Albrecht III.; 1459 wurde die Stadt Wahrenbrück in die Böhmisch-Sächsische Erbeinigung aufgenommen.
Im Dreißigjährigen Krieg wurde die Stadt 1631 durch Kroaten verbrannt, 1637 und 1643 durch schwedische Truppen belagert und zerstört, zudem wütete die Pest, sodass nur fünf bis sechs Mann überlebten. Die Bewohner lebten von Ackerbau, Viehzucht und Handwerk. Von Buckowien übernahm die Stadt den Wachs-, Honig- und Bienenmarkt. Die Schule ist zwischen 1529 und 1533 erbaut worden. 1710 wurde die Kantorschule erbaut. Zeitweise waren bis zu 13 Dörfer in Wahrenbrück eingepfarrt. Im Jahre 1730 wurde die Kursächsische Postmeilensäule direkt an der Brücke über die Schwarze Elster errichtet.

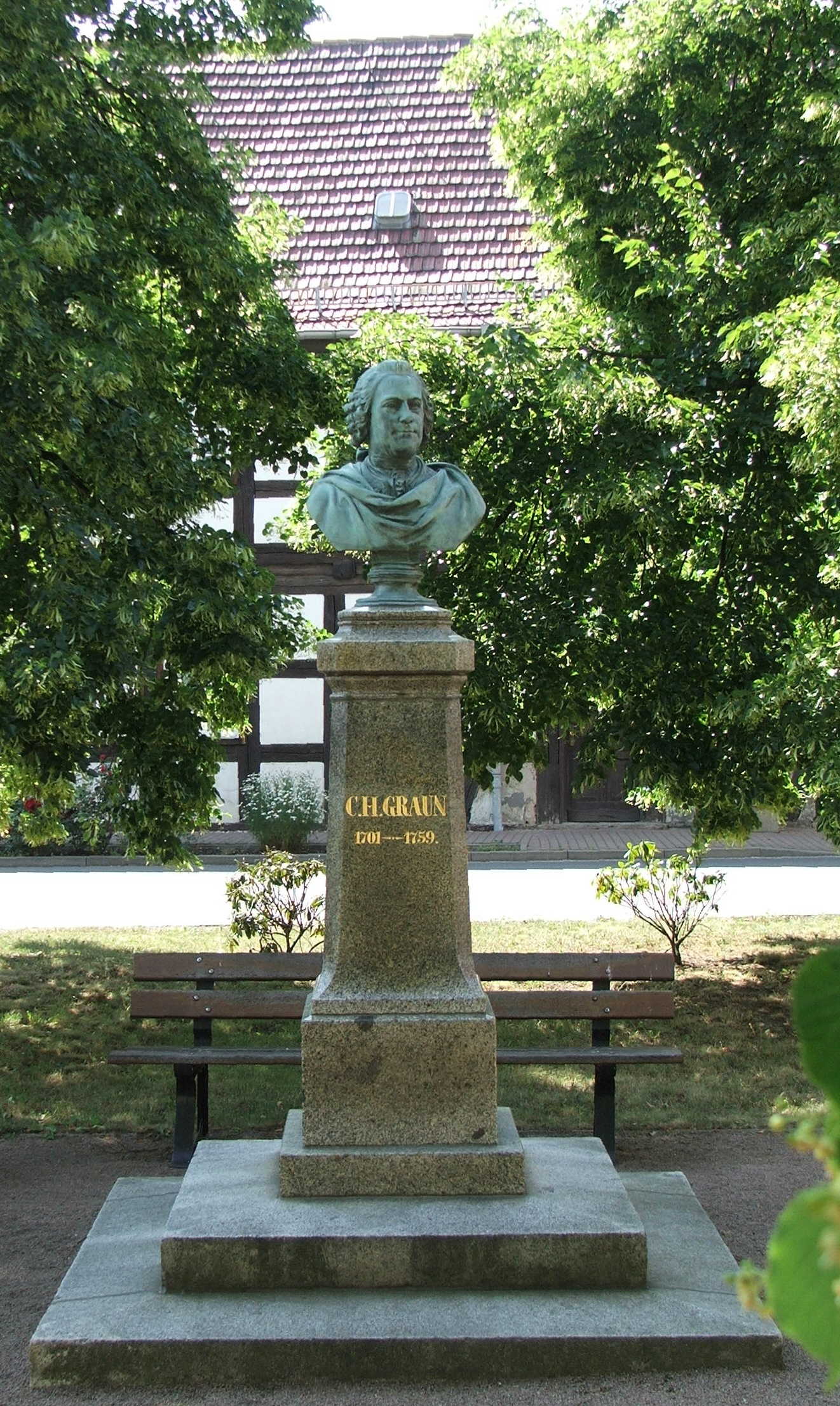
Carl-Heinrich-Graun-Denkmal in Wahrenbrück

Wahrenbrück gehörte zum kursächsischen Amt Liebenwerda und wurde 1816 Teil des durch den Wiener Kongress entstandenen Landkreises Liebenwerda.
Wahrenbrück war die kleinste Stadt in der preußischen Provinz Sachsen. Im Jahre 1835 zählte die Stadt 92 Wohnhäuser mit 652 Einwohnern. An Vieh wurden 34 Pferde, 340 Stück Rindvieh, 27 Ziegen und 75 Schweine gezählt.
1869 wurde zu Ehren des Hofkapellmeisters Carl Heinrich Graun ein Denkmal errichtet. Wahrenbrück war eine der kleinsten Städte der DDR. Zum 27. September 1998 wurden die Gemeinden Beiersdorf, Beutersitz, Bönitz, Domsdorf, Kauxdorf, Marxdorf, Prestewitz, Rothstein, Saxdorf, Wildgrube und Winkel in die Stadt Wahrenbrück eingemeindet. Am 31. Dezember 2001 wurden die Stadt Uebigau und die Gemeinden Bahnsdorf, Drasdo und Wiederau nach Wahrenbrück eingemeindet. Am 1. Januar 2002 wurde die Stadt in Uebigau-Wahrenbrück umbenannt.

### Bevölkerungsentwicklung
| Jahr | Einwohner |
| ---- | --------- |
| 1816 | 443       |
| 1835 | 652       |
| 1910 | 648       |
| 1929 | 651       |
| 2007 | 721       |
| 2016 | 543       |
| 2019 | 522       |

## Kultur und Sehenswürdigkeiten

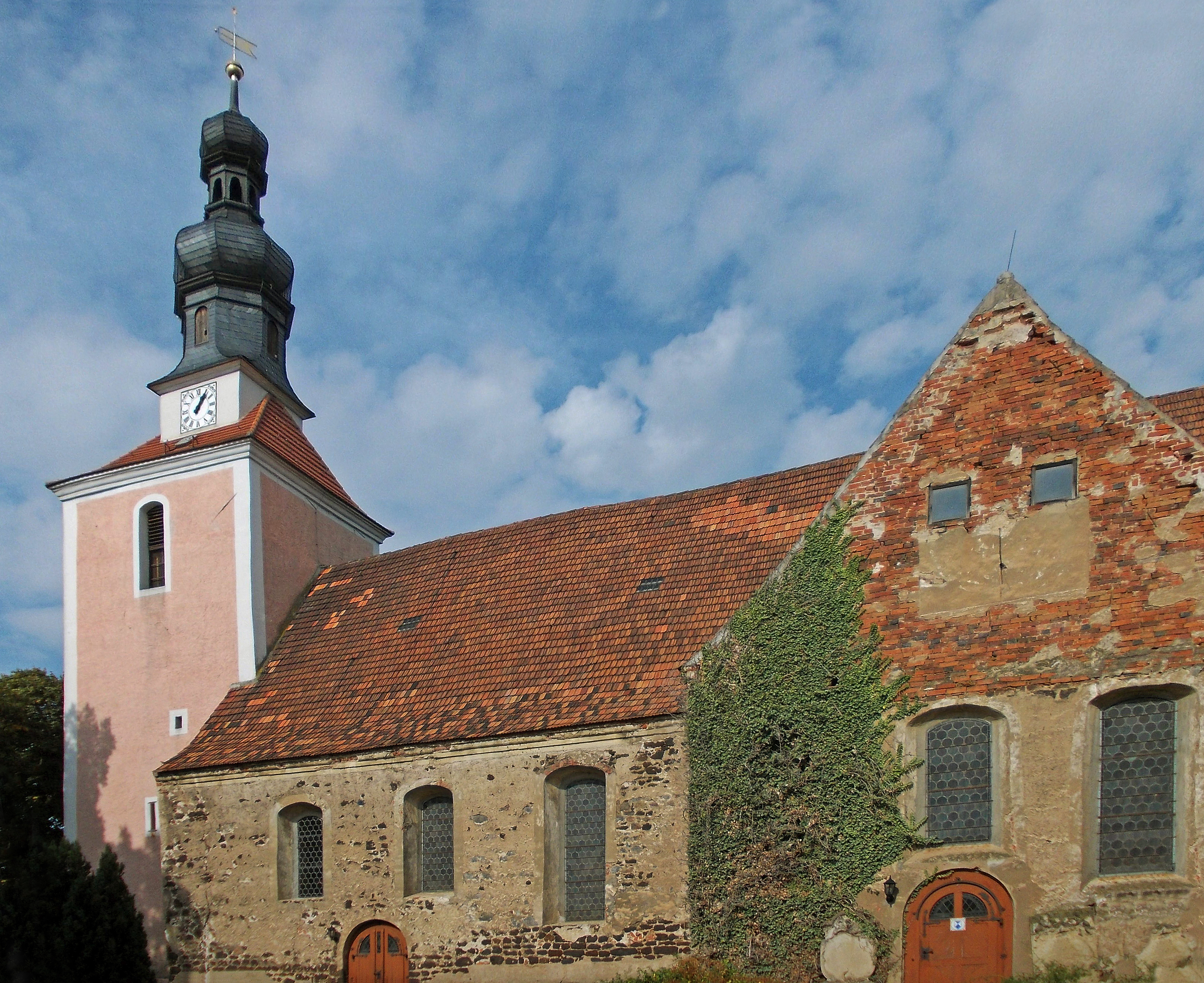
Stadtpfarrkirche Wahrenbrück

### Stadtpfarrkirche Wahrenbrück
Die Kirche, welche sich direkt im Stadtzentrum befindet gilt als Taufkirche der in Wahrenbrück geborenen Musiker Gebrüder Graun. Das Bauwerk stammt aus dem 13. Jahrhundert und erfuhr im Laufe der Jahrhunderte einige Umbauarbeiten und Erweiterungen. In seinem Inneren ist eine zum Großteil im 19. Jahrhundert entstandene Einrichtung zu finden. Außerdem befindet sich hier eine Orgel, welche 1984 die Bad Liebenwerdaer Orgelbaufirma Voigt schuf.

### Elstermühle Wahrenbrück

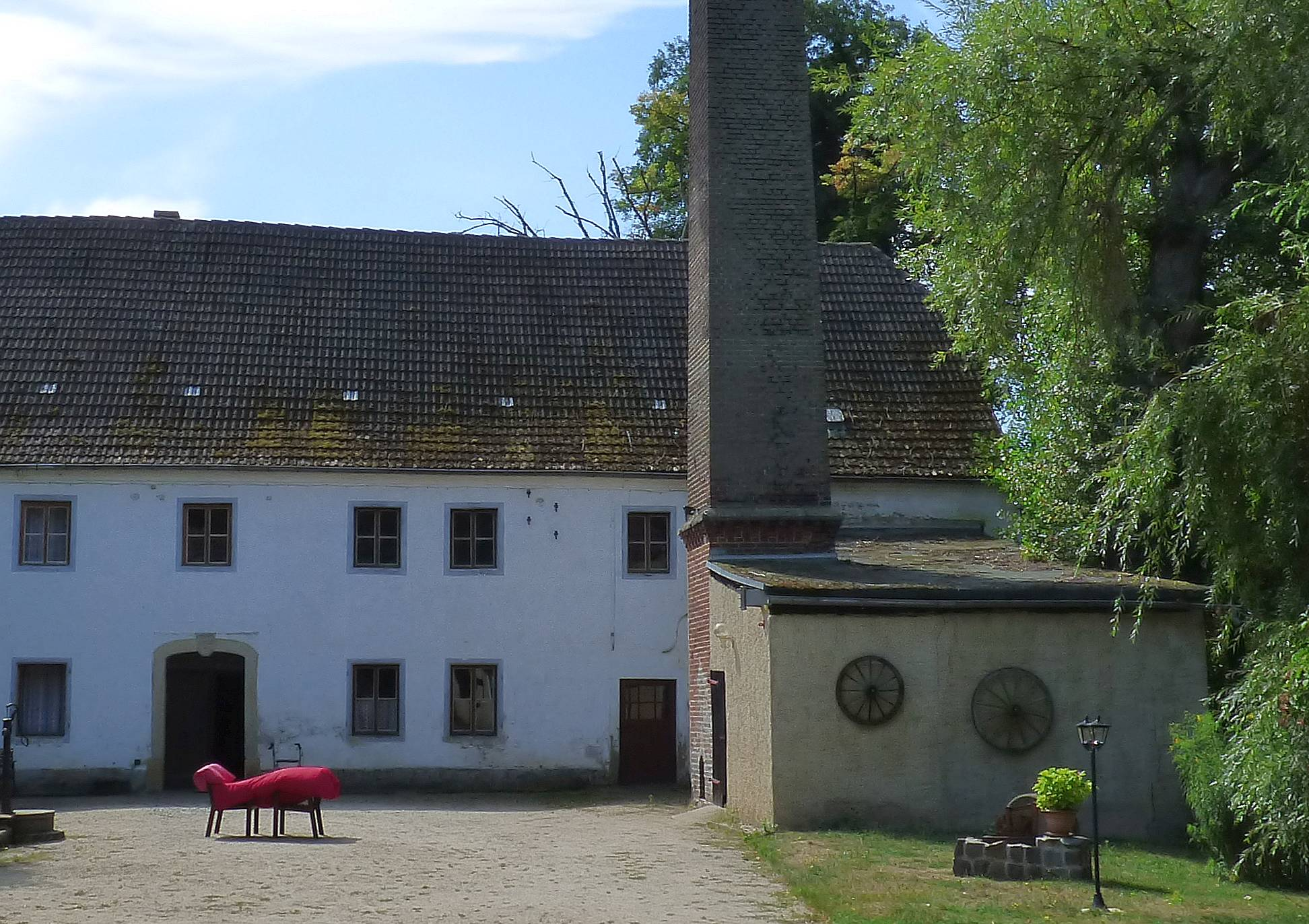
Das Hauptgebäude der Wahrenbrücker Elstermühle (2018).

Die historische Elstermühle ist an der Kleinen Elster in unmittelbarer Nachbarschaft zum Kleinen Spreewald zu finden. Das 1805 entstandene Hauptgebäude der Mühle, an dessen Standort sich um 1320 einst ein Eisenhammer befunden haben soll und das zur Zeit seiner Entstehung als Papiermühle diente, steht in der Gegenwart unter Denkmalschutz und ist auf Anfrage und an verschiedenen Eventtagen zu besichtigen.

### Weitere Sehenswürdigkeiten
- Wahrenbrücker Heimatstube
- „Kleiner Spreewald Wahrenbrück“ an der Kleinen Elster
- Graun-Denkmal

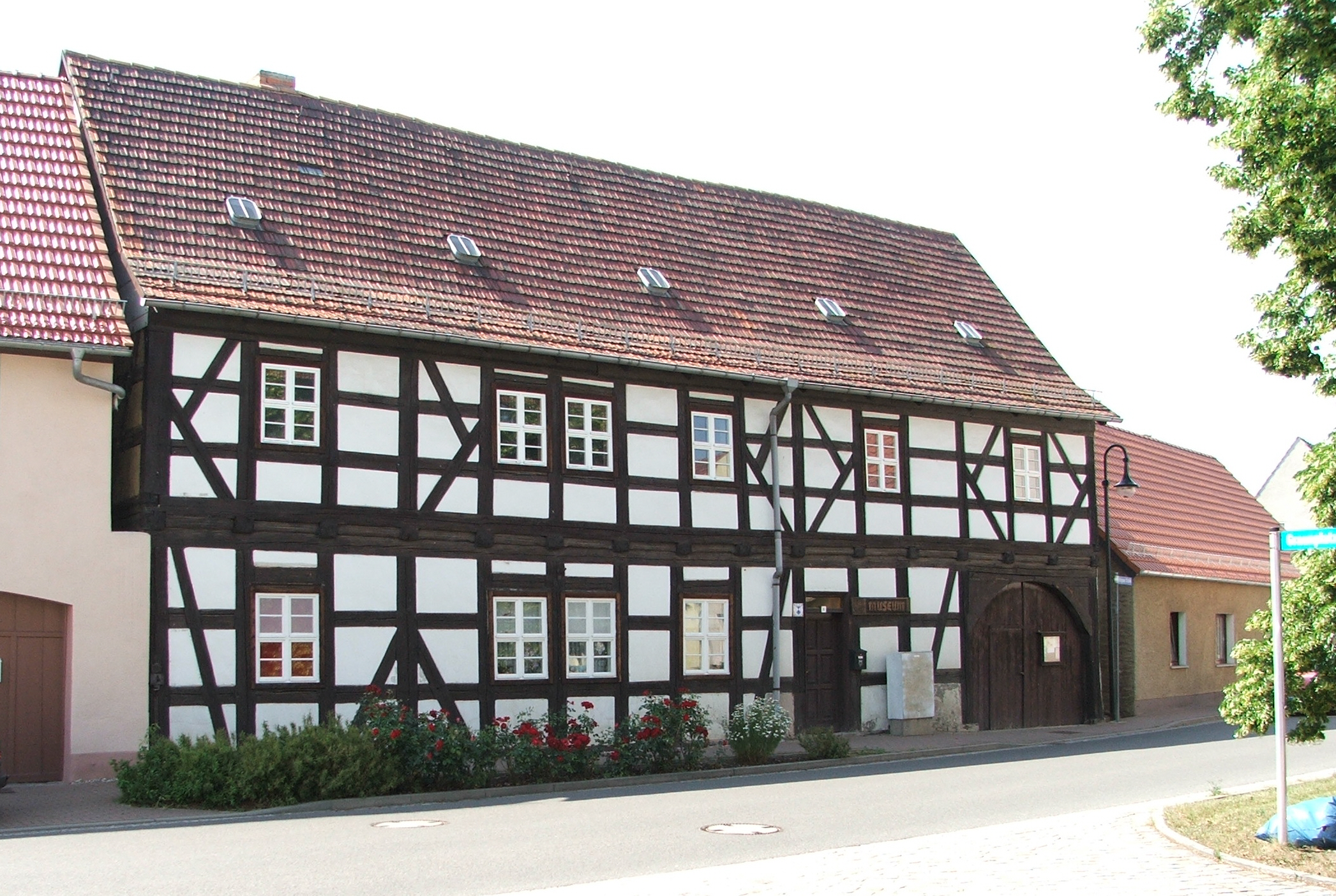
Heimatmuseum in Wahrenbrück
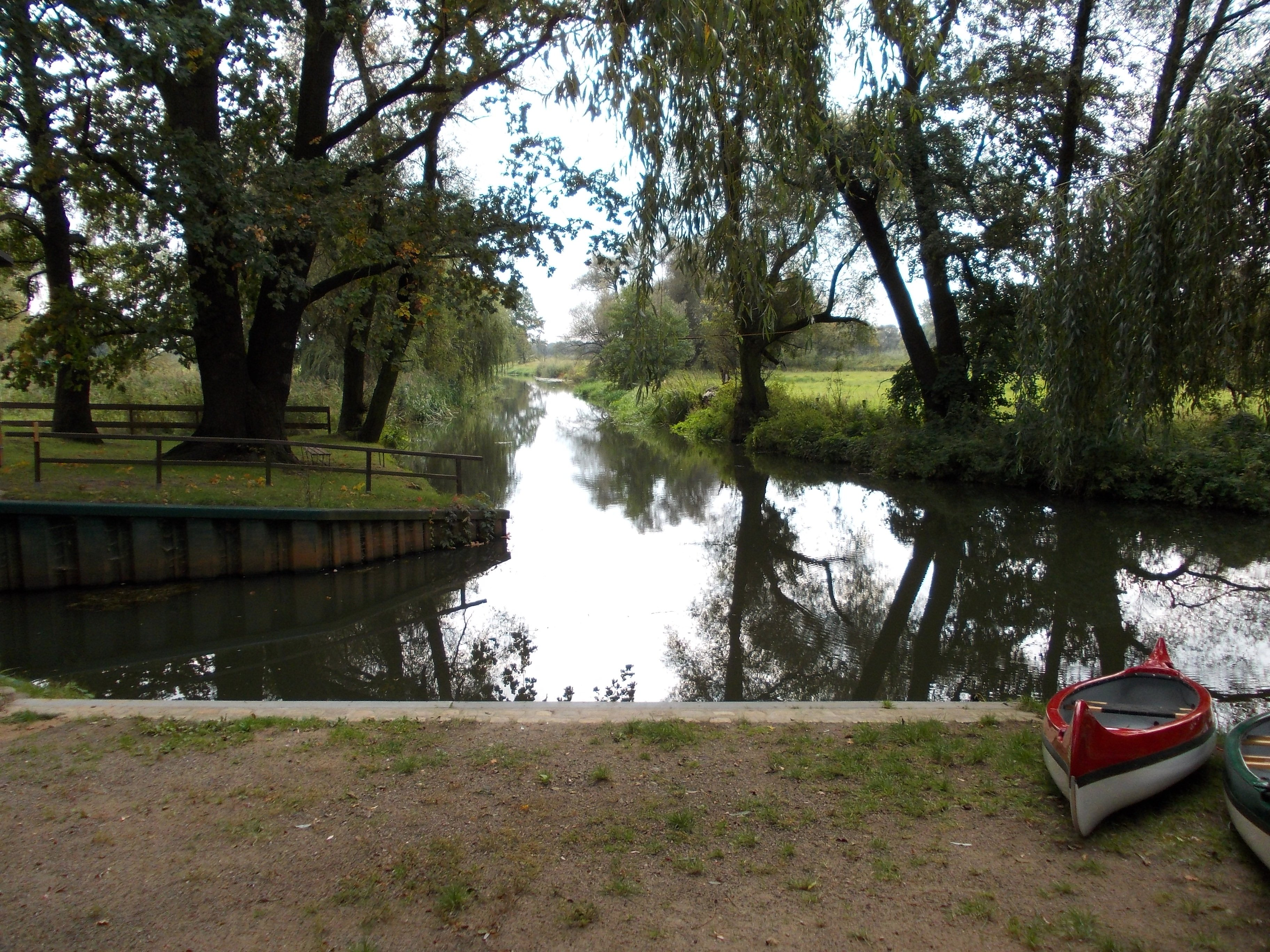
Kleiner Spreewald
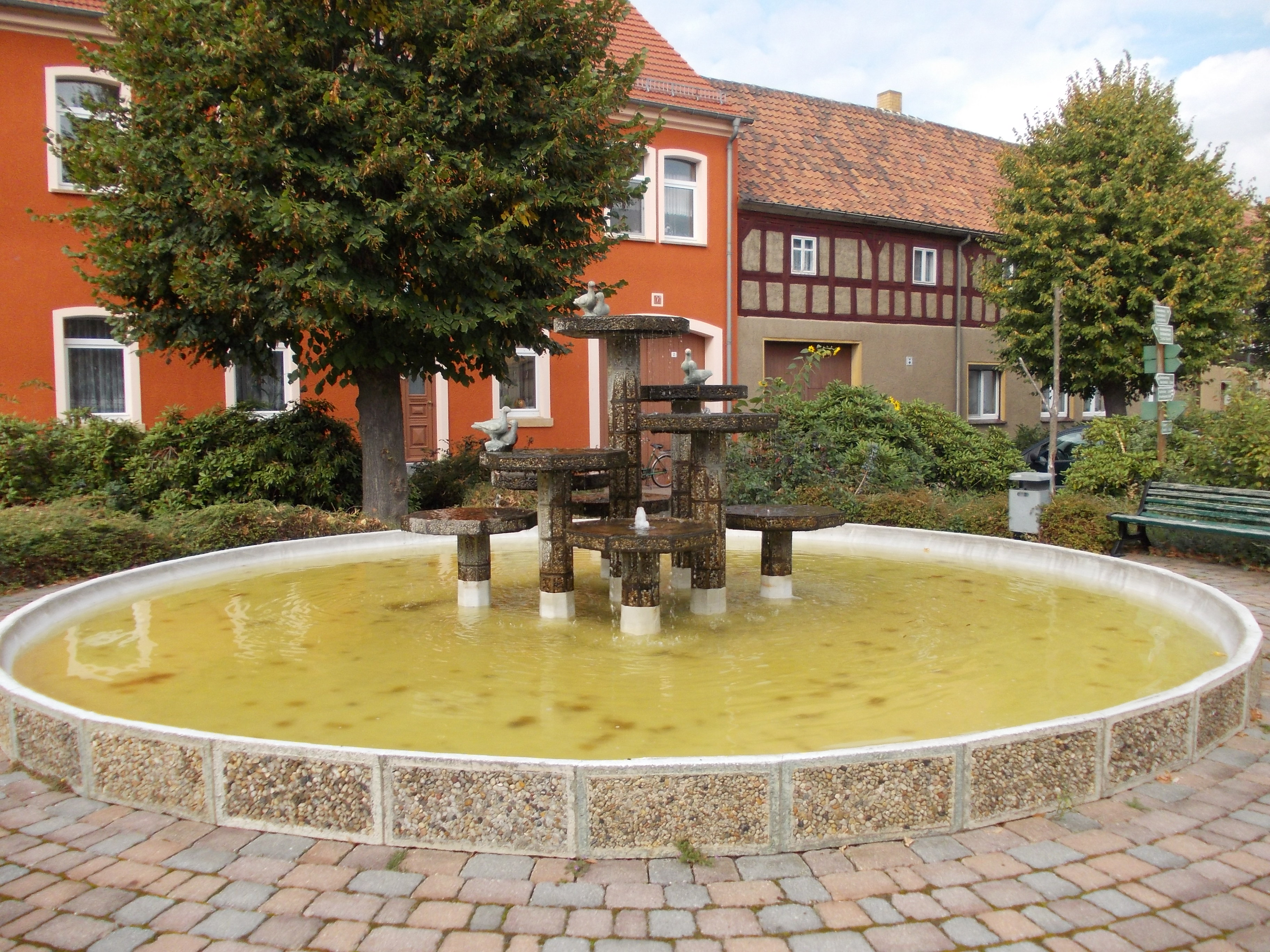
Springbrunnen

## Wirtschaft und Infrastruktur

### Verkehr
Nächster Bahnhalt ist der Haltepunkt Uebigau an der Bahnstrecke Halle–Cottbus. Der Bahnhof Wahrenbrück an der Bahnstrecke Węgliniec–Roßlau ist aufgelassen worden.

## Söhne und Töchter der Stadt
- August Friedrich Graun (1698/99–1765), Kantor und Komponist
- Johann Gottlieb Graun (1703–1771), Violinist und Komponist
- Carl Heinrich Graun (1704–1759), Komponist und Sänger
- Friedrich Jage (1850–1937), Baumeister
- Hans Gruner (1865–1943), Afrikaforscher und Kolonialbeamter
- Fritz Schmidt (1882–1950), Betriebswirt und Nationalökonom
- Hilde Linzen-Gebhardt (1890–1965), Malerin